# John Presper Eckert
John Presper Eckert oder John Eckert jr. (* 9. April 1919 in Philadelphia, Pennsylvania; † 3. Juni 1995 in Bryn Mawr, Pennsylvania) war ein US-amerikanischer Computerpionier. Zusammen mit John W. Mauchly konstruierte er 1946 den ENIAC, einen elektronischen Vakuumröhrencomputer. Mauchly konzentrierte sich auf das Gesamtdesign des Röhrencomputers, während Eckert die elektronischen Schaltkreise entwickelte.

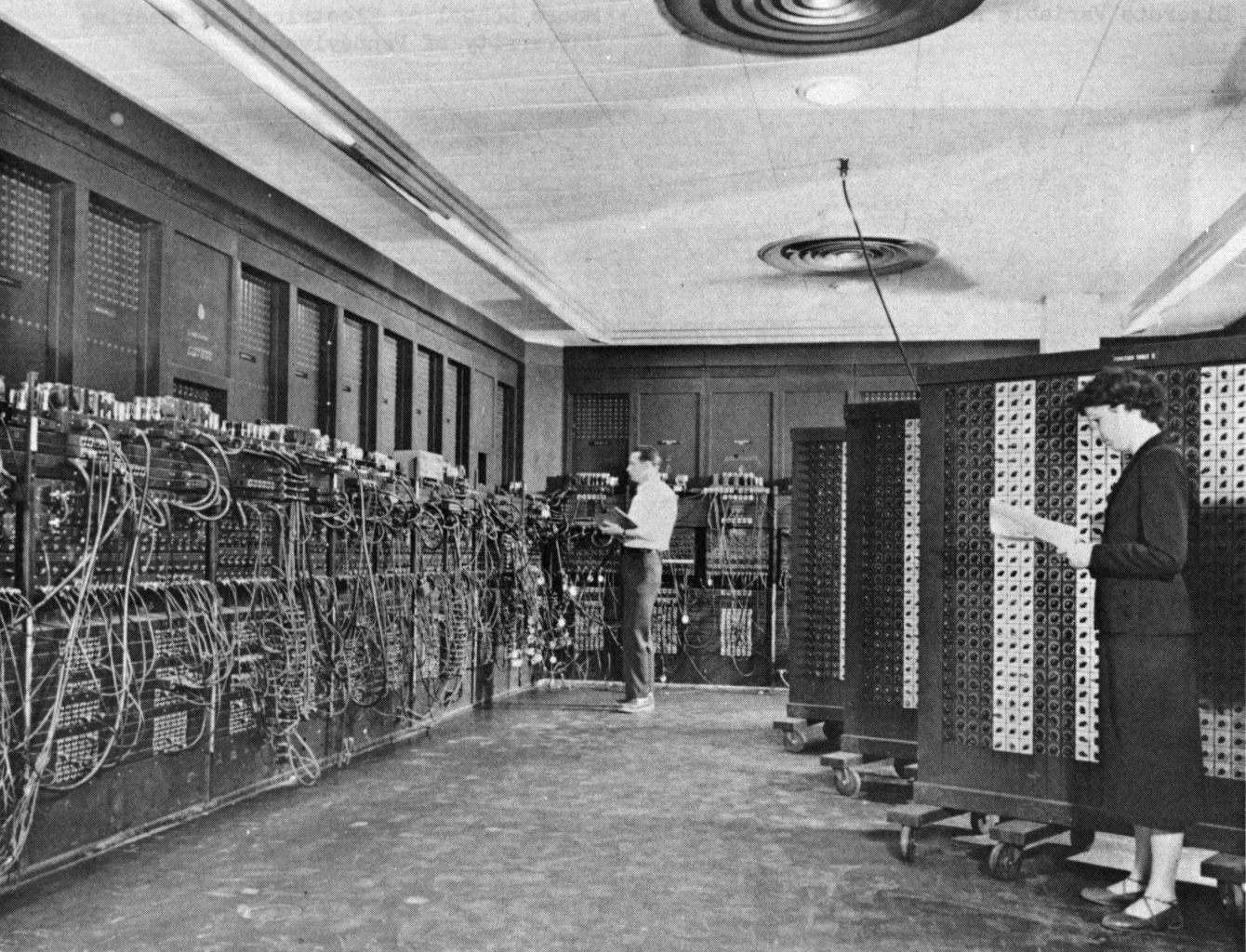
ENIAC auf einem Bild der US-Armee, im Vordergrund Betty Snyder, im Hintergrund Glen Beck

Die Eckert-Mauchly Computer Corporation erhielt bald darauf vom National Bureau of Standards (Eichamt) den Auftrag, den ersten kommerziell produzierten Computer, den Universal Automatic Computer (UNIVAC), zu bauen. Nachdem 1950 die Eckert-Mauchly Computer Corporation in finanzielle Schwierigkeiten geraten war, wurde sie von der Remington Rand Corporation gekauft.
Im Dezember 1950 war die UNIVAC I fertig. Eckert blieb bei Remington Rand, später Sperry und Unisys, und bekleidete leitende Positionen. 1989 verließ er Unisys, stand dem Unternehmen aber weiter als Berater zur Verfügung.
Der Eckert-Mauchly Award für Computerarchitektur der ACM und IEEE Computer Society ist nach ihm und Mauchly benannt. Seit 1967 war er Mitglied der National Academy of Engineering.